# Estero Quilpué (Aconcagua)
El estero Quilpué es un curso natural de agua que fluye en la Región de Valparaíso y desemboca en la ribera norte del río Aconcagua.

## Trayecto
El estero Quilpué se forma en la junta de varios arroyos que drenan las laderas norte de los cerros Alto del Cobre (3634 m), Negro (3150 m), Pedrazón (2890 m) y Orolonco (2330 m). Los mayores torrentes son las quebradas Pozos y Hualtatas con cabeceras al pie del portezuelo de la Cruz del Padre y en el cerro Punta Redonda (4074 m), respectivamente.
Después de llevar una dirección inicial de norte a sur, el estero gira hacia el oeste y sigue un curso casi paralelo al río Aconcagua entre Los Andes y San Felipe.
Durante su viaje le aportan caudal los esteros Saino, El Arpa y Del Barro, todos ellos por el norte. Tras bordear por el norte la ciudad de San Felipe, entra al río Aconcagua por su ribera derecha, tras cerca de 52 km de trayecto.
Su desembocadura en el río Aconcagua  coincide con la del río Putaendo.

## Caudal y régimen
La subcuenca media del Aconcagua comprende desde la estación fluviométrica Aconcagua en Chacabuquito hasta después de la junta del estero Pocuro, incluyendo las hoyas del río Putaendo y del estero Pocuro. Esta cuenca media tiene régimen nivo–pluvial, ya que comienza a hacerse importante la influencia pluvial, particularmente en la estación ubicada en el estero Pocuro. El período de estiaje en la subcuenca media se presenta en el trimestre marzo-mayo.: 60–61 
Una visión más precisa aparenta dar el siguiente diagrama obtenido de un informe de la DGA.

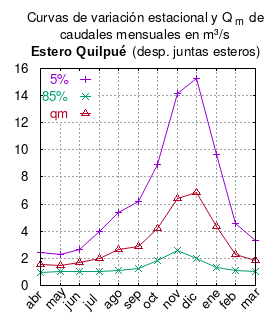
Curvas de variación estacional (5% y 85%) y caudal medio mensual en m/s en el estero Quilpué después de junta con esteros.

Sin embargo la fuente del diagrama advierte que : "La oferta de la subcuenca del estero Quilpue, al igual que la del rio Putaendo, es en régimen de registro generado natural y de una marcada variación estacional de tipo nival, sin embargo, este registro fue generado para tenerlo como dato de entrada al Modelo de Simulación para el análisis de secciones hacia aguas abajo. Aquí, los valores máximos se dan en noviembre y diciembre. El resultado del balance señala que el recurso está comprometido al incorporar en el balance las solicitudes pendientes.": 39 
Significa que al caudal natural se le han restado las solicitudes de agua para el riego.

## Historia
Luis Risopatrón lo describe en su Diccionario Jeográfico de Chile de 1924:
Quilpué (Estero de) 32° 44' 70° 40' Es formado por los de Jahuel, San Rejis i otros, corre hacia el W i se vacia en la márjen N del rio Aconcagua, a corta distancia al E de la desembocadura del rio Putaendo. 127; i 156; i riachuelo en 62, II, p. 213; i 155, p. 620.